# López y Nuevo Cadillo
López y Nuevo Cadillo är en ort i Mexiko.   Den ligger i kommunen Camargo och delstaten Tamaulipas, i den centrala delen av landet, 800 km norr om huvudstaden Mexico City. López y Nuevo Cadillo ligger 49 meter över havet och antalet invånare är 319.
Terrängen runt López y Nuevo Cadillo är platt. Runt López y Nuevo Cadillo är det ganska glesbefolkat, med 22 invånare per kvadratkilometer. Trakten runt López y Nuevo Cadillo består till största delen av jordbruksmark.